# مركز برمجيات سامسونج في الهند

مبنى مركز برمجيات سامسونج في نويدا، مركز أبحاث وتطوير تقني تابع لسامسونج في الهند

تأسس مركز برمجيات سامسونج في الهند في أكتوبر 2002 وتقع في نويدا في الهند، سامسونج مركز البرمجيات في الهند تنفذ أنشطة البحث والتطوير في الهند، وأي جديد في التقنية ستضعه في أجهزتها، المركز متواجد فيه مُختلف منتجات سامسونج، بحسب احتياج العملاء والتي تشمل كلًّا من الصوت والأجهزة البصرية